# Wicken (Northamptonshire)
Wicken – wieś w Anglii, w hrabstwie Northamptonshire, w dystrykcie (unitary authority) West Northamptonshire. Leży 21 km na południe od miasta Northampton i 81 km na północny zachód od Londynu. Miejscowość liczy 299 mieszkańców.